# Nationales Versicherungsbüro Schweiz
Das Nationale Versicherungsbüro Schweiz (NVB, auf Französisch Bureau National Suisse d'Assurance – BNA, auf Italienisch Ufficio Nazionale Svizzero di Assicurazione – UNA) ist ein Verein mit Sitz in Zürich und Zweigniederlassungen in Lausanne und Lugano. Mitglieder sind zwingend alle Motorfahrzeughaftpflicht-Versicherer, die von der Eidgenössischen Finanzmarktaufsicht  die Betriebsbewilligung zum Betrieb des Versicherungszweiges 10 (Haftpflicht für Motorfahrzeuge mit eigenem Antrieb) erhalten haben; Rechtsgrundlage ist Artikel 74 Strassenverkehrsgesetz.
Das NVB kommt für Sach- und Personenschäden auf, die ausländische Motorfahrzeuge und Anhänger in der Schweiz und in Lichtenstein verursachen. Ausserdem betreibt es die nationale Auskunftsstelle gemäss Art. 79a Strassenverkehrsgesetz. Diese bezweckt, Geschädigte zu orientieren, welche Regulierungsstellen sich mit ihren Ansprüchen befassen müssen.
Das NVB koordiniert ausserdem den Abschluss von Grenzversicherungen für einreisende Motorfahrzeuge ohne genügenden Versicherungsschutz. Das NVB wird von den Automobilisten durch einen Beitrag finanziert, der von den Versicherern zusammen mit der Motorfahrzeug-Haftpflichtprämie erhoben wird. Außerdem werden Aufgaben des liechtensteinischen Nationalen Versicherungsbüros durch das NVB wahrgenommen gemäß Art. 1 des Notenaustausches vom 3. November 2003 zwischen der Schweiz und Liechtenstein über die Schadendeckung bei Strassenverkehrsunfällen.
Das NVB ist Mitglied des Council of Bureaux (CoB), dem Dachverband der Versicherungsbüros des sog. Grüne-Karte-Systems. Damit wird gewährleistet, dass in der Schweiz immatrikulierte Fahrzeuge in den anderen Staaten des Systems über einen ausreichenden Versicherungsschutz verfügen (durch Mitnahme einer für den besuchten Staat gültige Internationale Versicherungskarte für Kraftverkehr oder bei einer Fahrt in einen Staat, in dem das schweizerische Kontrollschild als Versicherungsnachweis anerkannt wird (Kennzeichenabkommen)).